# Bibala
Bibala (fins 1975 Vila Arriaga) és un municipi de la província de Namibe. Té una extensió de 7.639 km² i 55.399 habitants segons el cens de 2014. Comprèn les comunes de Bibala-Sede, Caitou, Lola e Kapagombe. Limita al nord amb els municipis de Camucuio, a l'est amb els municipis de Quilengues, Cacula, Lubango i Humpata, al sud amb el municipi de Virei, i a l'oest amb el municipi de Namibe.
La població fou fundada amb l'arribada del ferrocarril l'1 de febrer de 1912 amb el nom de Vila Arriaga en honor del president de Portugal Manuel José de Arriaga. El 21 de juny de 1918 fou creada la circumscripció civil, elevada a concelho el 13 de desembre de 1965.